# Distretto di Yavatmal
Il distretto di Yavatmal è un distretto del Maharashtra, in India, di 2 460 482 abitanti. È situato nella divisione di Amravati e il suo capoluogo è Yavatmal.